# لجنة التحقيق الأنجلو أمريكية
لجنة التحقيق الأنجلو أمريكية (بالإنجليزية: Anglo-American Committee of Inquiry)‏ كانت لجنة بريطانية وأمريكية مشتركة تم تجميعها في واشنطن في 4 كانون الثاني (يناير) 1946. كُلفت اللجنة بدراسة الظروف السياسية والاقتصادية والاجتماعية في فلسطين الانتدابية، وذلك بسبب مشكلة الهجرة اليهودية والاستيطان فيها، مع العرب القاطنين فيها. بغرض التشاور مع ممثلين للعرب ولليهود، لتقديم توصيات أخرى حسب الضرورة، للتعامل بشكل مؤقت مع هذه المشاكل وكذلك لحلها الدائم. نُشر تقرير اللجنة مُعنونًا بـتقرير لجنة التحقيق الأنجلو أمريكية فيما يتعلق بمشاكل يهود أوروبا وفلسطين؛ ونُشر في لوزان في 20 نيسان (أبريل) 1946.